# 랜섬 릭스
랜섬 릭스(Ransom Riggs, 1979년 2월 3일 ~ )는 미국의 작가이자 영화 감독이다.
소설 《페러그린과 이상한 아이들의 집》작가로 잘 알려져 있다.

## 학력
- Pine View School
- 케니언 칼리지
- 서던캘리포니아대학교 영상학부 (학사)

## 경력
2011년 8월 21일 에《페러그린과 이상한 아이들의 집》은
뉴욕 타임스 베스트셀러 리스트에 올랐다.
이후 2014년 1월에 속편인 《할로우 시티》를 출간 했으며, 2015년 9월에 세번째 시리즈인 《영혼의 도서관》을 출간했다.
2016년 9월 《페레그린과 이상한 아이들의 집》이 동명의 영화로 각색되어서 개봉했다.

## 저서
미스 페레그린 시리즈
| 연도   | 제목                                                                          |
| ------ | ----------------------------------------------------------------------------- |
| 2011년 | 《페레그린과 이상한 아이들의 집》 Miss Peregrine's Home for Peculiar Children |
| 2014년 | 《할로우 시티》 Hollow City                                                   |
| 2015년 | 《영혼의 도서관》 Library of Souls                                            |
| 2018년 | 《시간의 지도》 A Map of Days                                                 |
| 2020년 | 《새들의 회의》 The Conference of the Birds                                   |
| 2021년 | The Desolations of Devil's Acre                                               |

- 《셜록 홈즈의 비밀 노트》 (2009년)
- 《Talking Pictures: Images and Messages Rescued from the Past.》(2012년)
- 《기묘한 사람들》 (2016년)

## 영화
- 2004: VeTool
- 2006: Spaceboy
- 2006: Skinny Leg Blues
- 2006: Portable Living Room
- 2006: Timing
- 2011: The Accidental Sea
- 2015: Ghost Shark 2: Urban Jaws